# Vitalis Sekhonyana Marole
Vitalis Sekhonyana Marole OMI (ur. 10 grudnia 1954 w Semonkong) – sotyjski duchowny katolicki, biskup Leribe od 2025. 

## Życiorys

### Prezbiterat
Święcenia kapłańskie otrzymał w dniu 3 grudnia 1988. 

### Episkopat
28 lutego 2025 papież Franciszek mianował go biskupem diecezji Leribe. Sakry udzielił mu 10 maja 2025 w katedrze św. Moniki w Leribe  metropolita Pretorii, arcybiskup Dabula Anthony Mpako.  